# Estações de pesquisa na Antártida

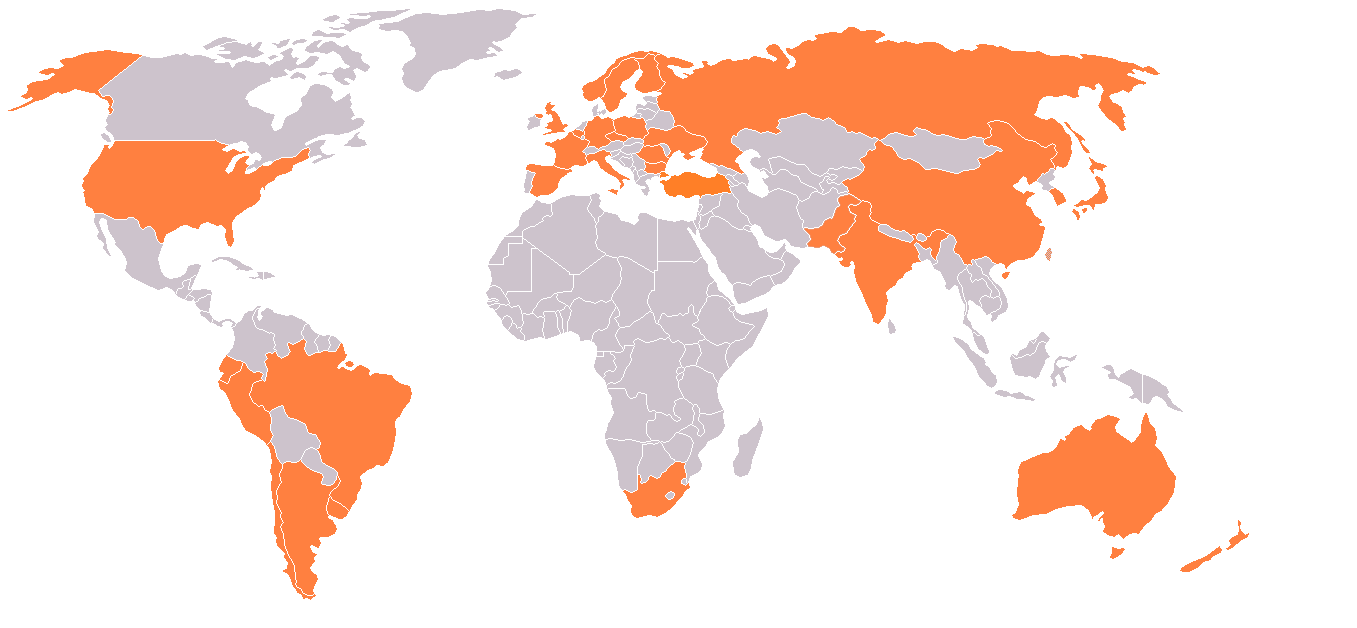
Países com estações de pesquisa na Antártida. Países com estações de pesquisa ativas (laranja), países com estações de pesquisa inativas ou inexistentes (cinza).

Vários governos criaram estações de pesquisa permanentes na Antártida e essas bases estão amplamente distribuídas. Ao contrário das estações de gelo flutuantes instaladas no Ártico, as atuais estações de pesquisa da Antártida são construídas sobre rochas ou gelo que são (para fins práticos) fixados no lugar.
Muitas dessas estações contam com funcionários durante todo o ano. Dos 56 signatários do Tratado da Antártida, um total de 55 países (em 2023)  operam estações de pesquisa sazonais (verão) e durante todo o ano no continente. O número de pessoas que realizam e apoiam a investigação científica no continente e nas ilhas vizinhas varia entre aproximadamente 4.800 durante o verão e cerca de 1.200 durante o inverno (junho). Além destas estações permanentes, são criados aproximadamente 30 acampamentos de campo a cada verão para apoiar projetos específicos.